# Stromboli
Stromboli (tiếng Sicilia: Struògnuli, tiếng Hy Lạp cổ đại: Στρογγύλη = Strongulē) là một hòn đảo nhỏ ở biển Tyrrhenia, ngoài khơi bờ biển phía bắc Sicilia, có chứa một trong ba núi lửa hoạt động tại Ý. Đây là một trong tám đảo Eolie, một vòng cung núi lửa phía bắc của Sicilia. Tên gọi này phát sinh từ tên Hy Lạp cổ đại Strongulē, có nguồn gốc từ στρογγύλος (strongúlos, "thuôn tròn"), do núi có bê ngoài hình nón thuôn tròn khi nhìn từ xa. Dân số trên đảo là khoảng 500 người. Núi lửa đã phun trào nhiều lần, và liên tục hoạt động với các vụ phun trào nhỏ, thường có thể nhìn thấy từ nhiều điểm trên đảo và biển xung quanh, dẫn đến biệt danh của hòn đảo "Hải đăng của Địa Trung Hải". Lần phun trào lớn cuối cùng vào ngày 13 tháng 4 năm 2009. Stromboli có độ cao 924 m (3.031 ft) trên mực nước biển, và trung bình nằm ở cao độ 2.700 m (8.860 ft) so với đáy biển. Có ba miệng núi lửa hoạt động trên đỉnh núi. Một đặc điểm địa chất quan trọng của núi lửa này là Sciara del Fuoco ("suối lửa"), một vùng trũng hình móng ngựa lớn được tạo ra trong 13.000 năm qua bởi các vụ sụp đổ ở phía tây bắc của nón. Khoảng 2 km về phía đông bắc là Strombolicchio, tàn tích đá nút núi lửa của ngọn núi lửa ban đầu.